# Њу Иџипт (Њу Џерзи)
Њу Иџипт (енгл. New Egypt) насељено је место без административног статуса у америчкој савезној држави Њу Џерзи.

## Демографија
По попису из 2010. године број становника је 2.512, што је 7 (-0,3%) становника мање него 2000. године.
| Група             | 2000.         | 2010.         |
| Белци             | 2.241 (89,0%) | 2.136 (85,0%) |
| Афроамериканци    | 55 (2,2%)     | 50 (2,0%)     |
| Азијати           | 32 (1,3%)     | 24 (1,0%)     |
| Хиспаноамериканци | 156 (6,2%)    | 264 (10,5%)   |
| Укупно            | 2.519         | 2.512         |